# Centre d'Astrobiologia
El Centre d'Astrobiologia (CAB) és un centre espanyol d'investigació en astrobiologia, dependent tant de l'Institut Nacional de Tècnica Aeroespacial (INTA) com del Consell Superior d'Investigacions Científiques (CSIC). Té dues seus, una principal al campus de l'INTA, a Torrejón de Ardoz (Madrid), a 20 km a nord-est de la capital, i una altra secundària en el Centre Europeu d'Astronomia Espacial (ESAC). És el primer centre d'investigació no nord-americà associat a la NASA Astrobiology Institute (NAI), dependent de la NASA. El CAB va ser distingit com a Unitat d'Excel·lència Maria de Maeztu en la convocatòria de 2017 de el Ministeri de Ciència, Innovació i Universitats, destinada a reconèixer l'excel·lència en estructures organitzatives d'investigació.

## Estructura
El director de centre és Víctor Parro García i el vicedirector Francisco Najarro de la Parra. El centre s'organitza en departaments d'investigació i unitats de suport, algunes de les quals es troben associades a grups de recerca de la Universitat de Valladolid (UVA) i del CSIC.
- Departament d'Astrofísica: Dirigit per Pablo G. Pérez González. Estudia els processos que van ser necessaris per a l'aparició i evolució de la vida a l'Univers.
- Departament d'Evolució Molecular: Dirigit per Ester Lázaro Lázaro. Es dedica a l'estudi l'evolució de la matèria i energia en l'Univers en relació amb el fenomen de la vida.
- Departament de Planetologia i Habitabilitat: Dirigit per Felip Gómez Gómez. Les seves activitats es desenvolupen seguint principalment tres línies d'investigació: la geologia planetària; els ambients extrems com hàbitats d'interès astrobiològic, i les atmosferes planetàries.
- Departament d'Instrumentació Avançada: Dirigit per Eduardo Sebastián Martínez. S'encarrega de desenvolupar plataformes i instruments especials en els laboratoris de Robòtica i Instrumentació de centre.
  - Grup d'Instrumentació Espacial, dirigit per José Antonio Rodríguez Manfredi.
- Unitats associades:
  - Unitat Associada a el Grup d'Espectroscòpia en Cosmogeoquímica i Astrobiologia de la UVA (Universitat de Valladolid).
  - Unitat Associada ASTRO-UAM de la Universitat Autònoma de Madrid.
- Unitat de Cultura Científica.

El Laboratori d'Astrofísica Espacial i Física Fonamental (LAEFF), va néixer el 1991 com una col·laboració entre l'INTA, CSIC i la ESA. Actualment està integrat en el Departament d'Astrofísica de el Centre d'Astrobiologia.

## Línies i grups d'investigació
El seu objectiu primordial és investigar l'origen de la vida a l'Univers. Les seves línies bàsiques de recerca són:
- Biodiversitat Microbiana
- Biomolècules en Exploració Planetària
- Estudis d'Evolució Experimental amb Virus i Microorganismes
- Evolució Molecular, Món RNA i Biosensors
- Formació i Evolució d'Estrelles, Nanes Marrons i Planetes
- Formació i Evolució de Galàxies
- Geologia Planetària i Atmosferes
- Habitabilitat i Ambients Extrems
- Instrumentació Espacial
- Mecanismes Moleculars de l'Adaptació Biològica
- Medi Interestel·lar i Circumestel·lar
- Observatori Virtual Espanyol: Explotació científica d'arxius astronòmics
- Química Prebiòtica

## Història
La creació del CAB es deu a la proposta presentada el 1998 a la NASA per un grup de científics liderats per Juan Pérez Mercader per unir-se a la NASA Astrobiology Institute (NAI), recentment creat (1998) i en el qual s'integraria en l'any 2000. El president de l'INTA i secretari d'Estat de Defensa, Pedro Morenés, i el president del CSIC, César Nombela, van signar la seva constitució el 19 de novembre de 1999, amb l'objectiu d'establir un entorn investigador per al desenvolupament de l'Astrobiologia.
Comença a funcionar a finals de 1999 en un emplaçament temporal de l'INTA fins que el nou edifici va ser inaugurat al gener de 2003, i ampliat al desembre de 2007 fins a totalitzar uns 7.000 metres quadrats. Compta també amb un telescopi robòtic situat a l'Observatori de Calar Alto, Almeria.

## Investigació
El centre ha desenvolupat instrumentació per a múltiples missions espacials:
- Instrument Optical Monitoring Camera (OMC) per a la missió INTEGRAL (2002) de l'ESA *
- Estació de Monitoratge Ambiental de Rover (en anglès, Rover Environmental Monitoring Station, REMS) per missió Curiosity de la NASA (2011, destinació Mart. Va ser el primer dispositiu de fabricació espanyola en assolir Marte5) (Web projecte)
- Temperature and Winds for Insight (TWINS) per a la missió Insight de la NASA (2018, destinació Mart)
- Calibrador MIRI-MTS per al Mid-Infrared Instrument integrat en el telescopi espacial James Webb (NASA, ESA, CSA) juny
- Mars Environmental Dynamics Analyzer (MEDA) a bord del rover Perseverance per a la missió Mars 2020 de NASA (2020, destinació Mart) 7
- Espectròmetre Làser Raman (anglès) (RLS) per detectar minerals i pigments potencialment biològics en la segona missió ExoMars 2022 de l'ESA (Prevista 2022, destinació Mart) agost
- Responsables dels plans focals dels telescopis (32 + 2), inclosa la seva electrònica en la missió PLAT (ESA. Prevista 2026, destinació a del punt de lagrange) setembre
- Signs of life Detector (SOLID) detector de signes de vida. (Viatjarà en una missió futura destinació Mart o Europa) (Web projecte)

## Instal·lacions
- Cambra Mart. Permet recrear les condicions ambientals marcianes per provar instruments